# Stetholophus axillaris
Stetholophus axillaris là một loài tò vò trong họ Ichneumonidae.